# Вилијам Кемден
Вилијам Кемден (енгл. William Camden; Лондон, 2. мај 1551 — Лондон, 9. новембар 1623) је био енглески историчар и археолог. Написао је прву топологију острва Велике Британије и детаљно описао период владавине Елизабете I

## Живот
У младости је стекао добро образовање и ступио у државну службу што му је омогућило да унапреди своје истраживање старина.
Једно време је био професор и ректор Вестминстерске школе, а потом је прешао у Колеџ Хералда са звањем „енгл. Clarenceux King of Arms“.
Мање се бавио хералдиком и генеалогијом него Џон Лиленд али то поље ипак чини битан део његових историјских списа.
Бављење старинама била је Кемденова страст од детињства и он је свесно за то стицао одређена знања. Осим латинског, Кемден је научио и англосаксонски и велшки, како би могао да проучава имена места. Много је путовао и од двадесетих година живота био је ауторитет европског нивоа. Није имао више од тридесетпет када је објављено његово капитално дело Британија, први општи водич за старине у Британији.

## Дело
Кемденова намера је била да Британији обезбеди угледно место у европској култури пре свега наглашавајући значај римског боравка на тим просторима која је Британију повезивала са ренесансним центрима на континенту. Књига прати саксонски и средњовековни период, истичући везу између те римске провинције и новије историјске прошлости.

## Значај дела „Британија“
У Кемденовој прози нема митова о пореклу, својствених многим тјудорским писцима. Његови описи старина су подробни и темељни, а уврстио је и поглавља о металном новцу и језику. Као и код Лиленда описи постојеће конфигурације терена чине неодвојив део приче о Британији.
Кемден се ослањао на Лилендов необјављени рукопис. Истиче се по концизном опису биљних белега - видљивог ефекта који на биљке имају остаци скривени под земљом. Идентификовао је преримске новчиће која су ковала племена у јужној Енглеској, што је Леленд одбацивао.
Део Кемденовог достигнућа је и то што је велику количину информација преточио у књигу коју је и објавио, за разлику од Лиленда. Његово занимање за материјалну културу и спознаја улоге коју би она могла имати у разјашњавању прошлости имало је фундаменталан значај.
Кемденова Британија је била изузетно популарна, а њен склоп омогућавао је измене не само током Кемденовог живота, већ и 200 година након његове смрти. Прво издање на латинском из 1585. имало је само једну илустрацију док су каснија била богатија.
Прво издање на енглеском изашло је 1610. а Едмунд Гибсон је 1695. приредио запажену проширену верзију.